# Takao-klass
Takao-klass (高雄型) var en klass av fyra tunga kryssare som byggdes för den Kejserliga Japanska Flottan  mellan april 1927 och juni 1932. De tjänstgjorde under andra Världskriget.

## Beskrivning
Takao klass var en vidareutveckling från den föregående Myōkō-klassen med en tyngre torpedbeväpning och hade en stor, nästan slagskepps liknande överbyggnad. Överbyggnadens storlek var ett resultat av fartygens tänkta roll som eskaderledare vilket ledde till behovet för en större brygga för att rymma även eskaderledningen. Den stora överbyggnaden gav dock fartygen stabilitetsproblem och två av fartygen fick överbyggnaden reducerad vid ombyggnader.
Deras huvudartilleri var tio stycken 20 centimeters kanoner i fem dubbeltorn. De var också beväpnade med totalt sexton 61 centimeters torpedtuber i fyra kvadrupelmontage för att skjuta den kraftfulla Typ 93 torpeden.

## Fartyg
Fyra fartyg av klassen byggdes. Alla fartygen tjänstgjorde i andra världskriget och alla sänktes eller försattes ur stridbart skick  som en följd av Slaget vid Leytebukten i oktober 1944.

### Takao
Påbörjad: 28 april 1927, Sjösatt: 12 maj 1930, Tagen i tjänst: 31 maj 1932, Borrad i sank: 27 oktober 1946

### Atago
Påbörjad: 28 april 1927, Sjösatt: 16 juni 1930, Tagen i tjänst: 30 mars 1932, Sänkt: 23 oktober 1944

### Maya
Påbörjad: 4 december 1928, Sjösatt: 8 november 1930, Tagen i tjänst: 30 juni 1932, Sänkt: 23 oktober 1944

### Chōkai
Påbörjad: 26 mars 1928, Sjösatt: 5 april 1931, Tagen i tjänst: 30 juni 1932, Sänkt: 25 oktober 1944